# Mistrz Księgi Szachowej
Mistrz Księgi Szachowej (Mistrz Figur Szachowych, Mistrz Postaci Żydowskich) – malarz, iluminator czynny we Wrocławiu w latach 1422–1426.
Był uczniem Jana z Żytawy. Swój przydomek zyskał od ilustracji jakie wykonał do rękopisu Liber de moribus hominum et officiis nobilium sive super ludum scaccorum (Księga figur szachowych) z klasztoru dominikanów we Wrocławiu(BUWr IV F6432), autorstwa Jakuba de Cessolis. Jest uznawany za autora iluminacji do pięciu rękopisów powstałych w trzecim dziesięcioleciu XV wieku.

## Działalność artystyczna
Do jednych z pierwszych prac Mistrza Księgi Szachowej profesor Alicja Karłowska-Kamzowa zalicza Biblię IF 22 kanoników regularnych z Żagania z 1422 roku. Wykonane w niej iluminacje noszą jeszcze ślady kontrastowych zestawień barwnych charakterystycznych dla pierwszego dwudziestolecia XV wieku. Sposób przedstawienia postaci, ich głowy oraz wprowadzona ekspresja do niektórych kompozycji kolorystycznych może wskazywać na czerpanie przez artystę wzorców z prac tzw. Mistrza Mszału M 1116. Główną przesłanką potwierdzającą to założenie, są wykorzystane w iluminacjach, nietypowe dla sztuki tego okresu rysy semickie.
Innymi pracami Mistrza Księgi Szachowej są miniatury do dwóch mszałów: ''Missale Wratislaviense i Mszału 7573 oraz Antyfonarza R 505 z 1426, wszystkie z kościoła św. Elżbiety oraz ilustracje do najokazalszego rękopisu Liber super ludum scaccorum i mały Mszał M 1240 do kościoła św. Marii Magdaleny
Uczniem Mistrz Księgi Szachowej był prawdopodobnie anonimowy autor iluminacji wykonanych w XV wiecznym Graduale(AAD Poz. Ms 76) przepisanym przez Mikołaja z Bolesławca na zlecenie cysterskiego opata Hermana z Obra w 1437 roku.

## Charakterystyka stylu

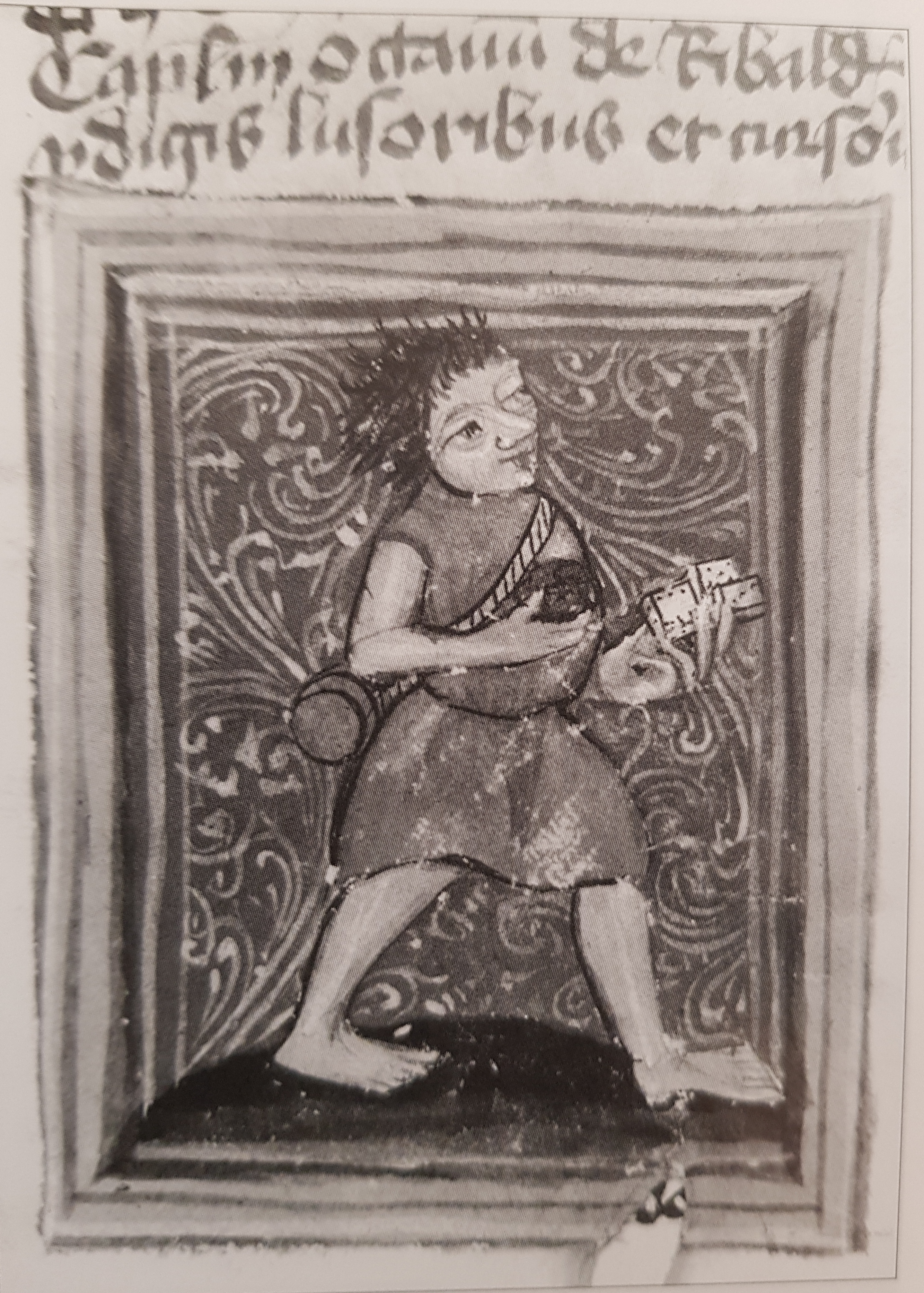
Iluminacja z Liber de moribus hominum et officiis nobilium sive super ludum scaccorum (BUWr IV F6432), miniatura Włóczęga, pionek szachowy z ok. 1420-1430

W większości swoich iluminacjach Mistrz Księgi Szachowej trzymał się stylu ówczesnych lokalnych artystów tworzących w pierwszym dwudziestoleciu XV wieku i starych schematów, m.in. w Mszale nr 8375 w ilustracji Narodzenia, czy w scenie Zesłania Ducha Świętego z Marią i dwoma apostołami, jak i w Mszale nr 7573, w scenie Ukrzyżowania, gdzie ograniczył się tradycyjnie do trzech osób. Na większą indywidualność, inspirowaną zapewne twórczością Jana z Żytawy, pozwolił sobie przy dekorowaniu malarskich rękopisów, gdzie wprowadził zmienny typ uproszczonej floratury marginalnej. W swoich pracach (poza Biblią żagańską IF 22) stosował matowe barwy oparte na zimnym różu łączące się z czernią tła, rozbielonym błękitem, intensywną żółcią oraz akcentami jasnej zieleni i cynobru. Ważnym elementem w jego iluminacjach jest wyraźnie zaznaczony kontur, wyznaczający kształty twarzy, przedmiotów oraz ornamenty umieszczane w tłach obrazów. Za pomocą tych środków potrafił wyróżnić różne typy twarzy, w różnorodnych ujęciach co, jak zaznacza Alicja Karłowska-Kamzowa, jest największym osiągnięciem artysty. Najlepszym przykładem tego zróżnicowania jest scena Ukrzyżowania z Mszału nr 8376, gdzie zamiast tłumu konnych i pieszych umieścił grupę trzech Żydów w niezwykle realistycznym ujęciu; odnosi się to zarówno do stroju, jak i ustawienia i gestów postaci. W najbardziej jego znanych iluminacjach z Liber super ludum scaccorum artysta mógł zaprezentować cały wachlarz ludzi różnych zawodów i stanów. Jego rysunki są na mniejszym poziomie artystycznym niż pierwszy francuski iluminator rękopisu, jednakże mają swój niekonwencjonalny i indywidualny charakter. Najciekawiej i najbardziej sugestywnie ukazał przedstawicieli zawodów stojących najniżej w hierarchii społecznej co było (według A. Karłowskiej-Kamzowej) dopiero drugą w malarstwie śląskim po legendzie św. Jadwigi, próbą ukazania ludzi różnych stanów.

## Iluminowane rękopisy
- Biblia IF 22 kanoników regularnych z Żagania z 1422;
- Mszał nr 7573 z ok. 1425 z kościoła św. Elżbiety (obecnie BUWr);
- Missale Wratislaviense lub Mszał nr 8375 z lat 1420–1430 z kościoła św. Elżbiety(obecnie BUWr);
- Liber de moribus hominum et officiis nobilium sive super ludum scaccorum (BUWr IV F6432);
- Antyfonarz R 505 z 1426 (BUWr).

## Uwaga
1. ↑  Niemiecki historyk sztuki Ernst Kloss, ukazanie rysów semickich przez artystę uznał na tyle wyjątkowe, że identyfikował go jako Judenmeister (Mistrz Postaci Żydowskiej)[3].
2. ↑  A. Karłowska-Kamzowa błędnie oznacza rękopis sygnaturą Ms 75; rękopis klasyfikuje jako Antyfonarz klasztoru w Obrze[7][6].
3. ↑  Legenda św. Jadwigi (Legende der hl. Hedwig) z Biblioteki Uniwersyteckiej we Wrocławiu (BU, syg IV F; 192 przez autorkę oznaczona jako F 191) datowana jest na 1451 rok. Pierwowzór powstał w XIV wieku[10].